# Битва під Азенкуром (1415)
Битва під Азенкуром (фр. Bataille d'Azincourt, англ. Battle of Agincourt) — битва, що відбулась 25 жовтня 1415 року між французькими та англійськими військами поблизу містечка Азенкур у Північній Франції за часів Столітньої війни. Особливість цієї битви полягає в тому, що французька армія, маючи значну чисельну перевагу, зазнала нищівної поразки та суттєвих втрат. Причиною такої разючої диспропорції у втратах (кілька тисяч з боку французів та лише кілька десятків з боку англійців) було тактично грамотне застосування англійцями стрільців, озброєних довгими луками, у поєднанні із загонами важко озброєних воїнів (схожа тактика й озброєння вже застосовувались проти французів англійцями при Кресі у 1346 році; у 1368 році французький король Карл V Мудрий видав указ про озброєння луками усього народу, але цей звичай не прижився у Франції, зокрема через те, що успіхи англійців здебільшого були пов'язані не з довгими луками, а з феодальною анархією в самій Франції).
Битва перегорнула нову сторінку в історії Франції. У результаті поразки під Азенкуром французи були змушені підписати у 1420 році угоду в Труа, відповідно до якої англійський король Генріх V проголошувався спадкоємцем французького трону. До планів Генріха V входила також організація чергового хрестового походу. Обидві ці мети так і не були досягнуті — Генріх V помер 31 серпня 1422 року у віці 34 років від шигельозу (тоді називали дизентерією), на яку захворів, швидше за все, під час облоги французького міста Мо.

## Підготовка до бою
Генріх V вдерся до Франції після провалу мирних перемовин із французьким правителем. Претендуючи на титул французького короля, Генріх став до боротьби за землі, які, як він вважав, належали йому за правом — Нормандське герцогство. 
13 серпня 1415 року 28-річний англійський король Генріх V на чолі дванадцятитисячної армії висадився в гирлі річки Сени й обложив порт Арфлер, якому надавав важливого стратегічного значення, оскільки порт був ключем до Нормандії. Порт виявився аж ніяк не легкою здобиччю: його захищали товсті стіни, посилені 26 вежами, а гарнізон міста налічував 1000 воїнів. Усупереч очікуванням короля облога затягнулась, і місто капітулювало тільки 22 вересня. Англійська армія, зазнавши важких втрат від хвороб, продовжила похід лише 8 жовтня. Генріх спрямував велику частину своїх військ (близько 9000 чоловік) до Кале, де англійці могли перечекати зиму й відновитись від поранень та хвороб. 
Звістка про взяття Арфлера швидко дісталась Парижа. У короткий час французи зібрали в Руані великі сили. Після того, як англійський король почав відступати на північ, французи почали активне переслідування англійської армії, щоб блокувати її біля річки Сомми та не допустити подальшого просування до порту. Спочатку французам сприяв успіх: вони змусили англійського короля повернути на південь, однак англійці врешті-решт переправились через Сомму та продовжили рух на північ. Незахищені річкою, французи вагались. Війська зустрілись 24 жовтня поблизу селища Азенкур, неподалік від Кале. Весь день йшла злива, наближався вечір, й обидва командувачі вирішили чекати ранку 25 жовтня.
Англійці були виснажені тривалим переходом, нестачею провіанту й хворобами, їхній бойовий дух був не на висоті. Генріх ясно розумів, що він змушений стати до бою, щоб отримати можливість відвести армію до Кале й одночасно не допустити поповнення французьких військ підкріпленнями, що перебували в дорозі. Французи були краще озброєні, окрім того, вони чисельно переважали англійське військо. Відповідно до англійських джерел, у день перед битвою англійці молились і каялись у своїх гріхах. Французькі хроністи заявляють, що у день перед битвою англійський король вимовив промову перед своїм військом, у якій повідомив, що в разі успіху французів англійські лицарі будуть захоплені в полон й відпущені тільки за великий викуп, натомість простих воїнів чекає набагато гірша доля.
Навпроти, французи, що в багато разів переважали за чисельністю своїх супротивників, були впевнені у швидкій та рішучій перемозі. На їхню думку, шляхетне воїнство просто зобов'язано було взяти гору над простолюдинами, які складали більшість англійської армії.

## Склад військ

### Франція
На полі бою французи значно переважали своїх супротивників за кількістю, однак неможливо точно визначити чисельність французьких солдат, які брали участь у битві. Оцінки сучасників значно відрізняються: часописи подають різні цифри від 10 000 до 150 000 солдат і вище. Останні цифри сильно завищені, оскільки хроністи скоріше бажали справити враження на нащадків й підкреслити значимість події, ніж встановити історичну правду. До 60 % французької армії складали важкоозброєна кіннота, що складалась із лицарів, а також есквайрів, сержантів та осіб неблагородного походження. За потреби лицарі були спроможні битись й у пішому строю, однак відсутність дисципліни й неповороткість примітивних феодальних шикувань не залишала полководцям шансів для проведення складних маневрів. Решту сил являли вояки, набрані з гарнізонів найбільших французьких міст і фортець, найманці з міст Північної Італії, а також призваними в армію рекрутами. Окрім важкої кінноти, армія мала також у своєму складі підрозділи легкої кавалерії.
Французи мали велику кількість піхоти, що складалась, головним чином, з погано навчених простолюдинів, набраних серед селян Пікардії, Артуа, Нормандії та Шампані. Ці воїни, незважаючи на свою численність (за деякими даними, їх кількість сягала 20 000 чоловік) були неефективними проти важкої кінноти супротивника й були нездатними до складних маневрів. Озброєння їх складалось із простої шкіряної куртки, зрідка — шкіряного або металевого шолома. Колишні селяни, ці вояки у бою бились різними модифікаціями сільськогосподарських знарядь, спеціально перероблених для рукопашного бою, примітивними мечами, ножами й короткими луками. В бою їх використовували здебільшого у великих неповоротких шикуваннях для затримки просування противника. Окрім селян, французи мали також добре навчених піхотинців міських гарнізонів, а також професійних вояків, озброєних різними формами ратищної зброї. У складі французької піхоти були й лучники, однак французи надавали перевагу арбалету. У піхоті бились також і численні найманці, в основному генуезькі арбалетники. Поза всім іншим, французи задіяли в битві також кілька артилерійських гармат, проте вони не вплинули на перебіг битви.

### Англія
На відміну від французької англійська армія складалась із великої кількості професійних воїнів, набраних на війну через систему військових контрактів та спеціального відбору. Частково це було спричинено тим, що транспортні можливості англійського флоту були обмеженими, тому на континент відряджали тільки найкращих і перевірених воїнів. У битві більша частина англійських піхотинців була озброєна довгими луками, що неодноразово доводили свою ефективність у численних битвах. Більшість стрільців майже не мали обладунків. Решта піхоти билась списами, піками, алебардами й мечами. Частина стрільців була посаджена верхи для надання військам більшої мобільності. Порівняно невелика кількість важкої кавалерії складалась, окрім «підперезаних» лицарів, з численних есквайрів, сержантів та інших латників — вихідців з нижчих станів.

## Шикування французів

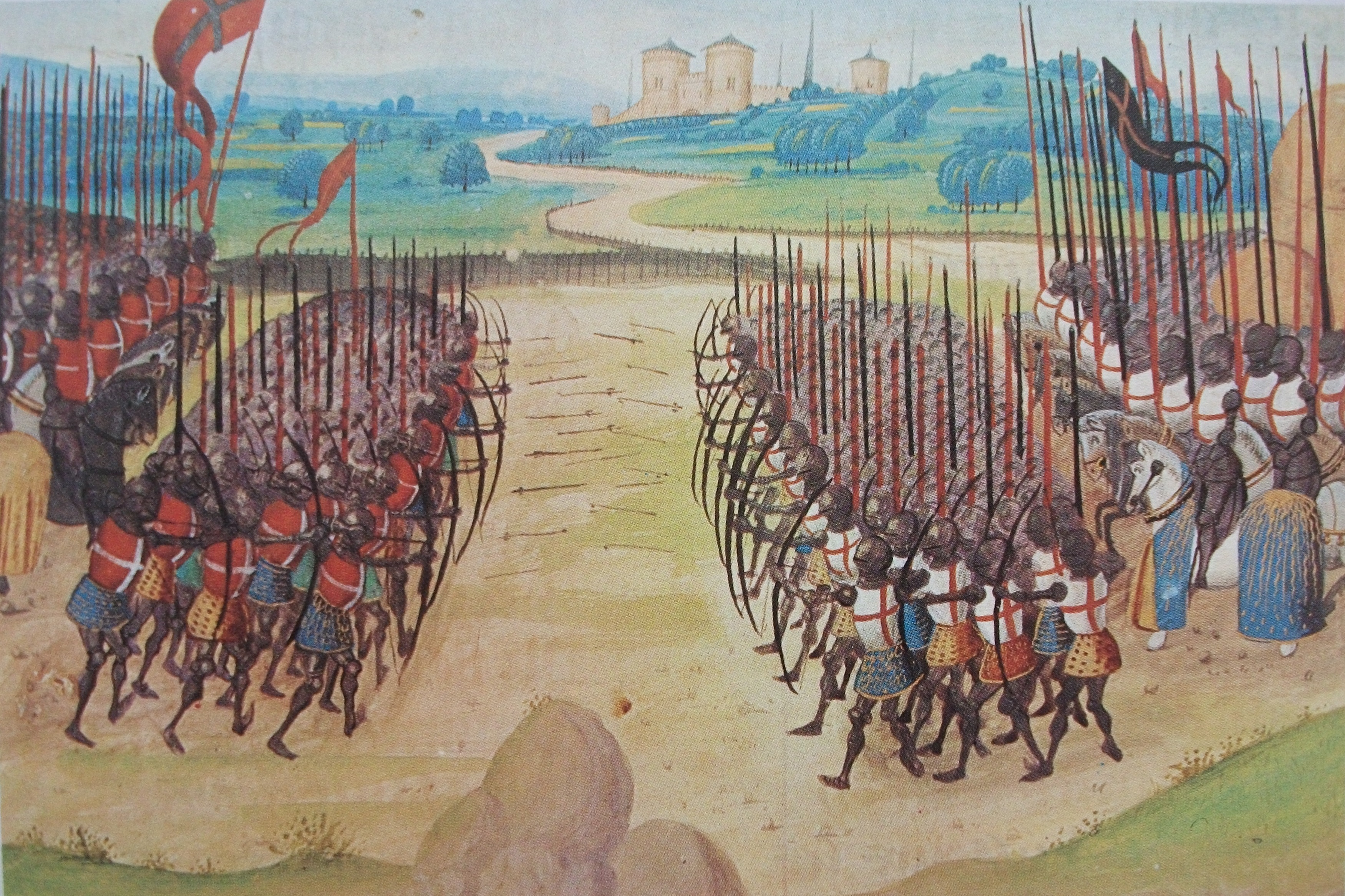
Битва під Азенкуром. Мініатюра XV століття

План майбутньої битви розробили французький маршал Бусіко і конетабль Шарль д'Альбре, який у битві командував авангардом. Французи вишикувались у три лінії. Бургундський хроніст Жан де Ваврін повідомляє, що французька армія налічувала 8000 важких вершників, 4000 лучників та 1500 арбалетників в авангарді, на флангах — 600 та 800 важких вершників, а в центрі — великі сили лицарської кінноти, есквайрів та лучників, чисельність яких збігалася з кількістю воїнів в авангарді. Французький хроніст та учасник битви Ангерран де Монстреле називає аналогічні цифри стосовно чисельності військ в авангарді. Решта воїнів розташувались в ар'єргарді. Навпроти, Геральд Беррійський у своєму творі називає зовсім інші цифри (4800 важкоозброєних воїнів у першій лінії, 3000 солдат у другій лінії, посиленій загонами по 600 воїнів на флангах, а загальну чисельність військ оцінює в 10 000 воїнів).
Близько 8000 важких французьких лицарів були змушені спішитись. Їхньою метою було досягти англійських позицій та вступити до бою з англійцями, у якому французи мали б перевагу в живій силі. Попри те, що в первинному плані битви лучники й арбалетники розташовувались перед важкою кіннотою, безпосередньо перед битвою вони виявились розміщеними позаду шикування й таким чином не взяли участі в битві.
Тисячі воїнів, головним чином прислуга й простолюдини, перебуваючи в ар'єргарді французької армії й не брали участі в битві, оскільки командування неохоче розраховувало на них у майбутній битві. Натомість рішучі французькі лицарі, яких підбурювала жага помсти за своїх батьків та дідів, що загинули у попередніх битвах з англійцями, наполягли на тому, щоб бути у перших лавах бойового порядку. Багато в чому завдяки цьому передній край командувач французів Шарль Д'Альбре поставив важку лицарську кавалерію. Військо вишикувалося в колону по 200 воїнів у ряд. На тісному просторі, затиснутому між заростями верболозу з одного боку й болотами — з іншого, лицарі та інші дружинники були змушені встати винятково щільно. Стрільцям і списоносцям, яким просто не знайшлось місця, довелось зайняти позицію позаду лицарських загонів.
Сам Шарль Д'Альбре, так само, як і багато досвідчених лицарів, був проти подібного шикування і пропонував виставити стрільців попереду кавалерії. Однак на ньому наполягав представник короля, герцог Орлеанський. По-перше, селяни й городяни («чернь», з якої набирались піхота і стрільці) не мали права першими ступати до бою — це було «не по-лицарськи». По-друге, лицарі були одягнуті в золото, срібло й оксамит, а стрільці були одягнуті дуже скромно, тож краса лицарського війська могла бути зіпсована. Таким чином французи припустились першої помилки вже під час розстановки військ.

## Диспозиція англійців
Англійці розташувались на вузькій смузі землі шириною близько 750 ярдів, обмеженій великими лісовими масивами. Англійський історик і військовий Альфред Берн висловив припущення, яке стало загальноприйнятим, що Генріх V розмістив свої головні сили в порядку, подібному до бойового порядку англійців при Кресі: на його думку, король вишикував війська в лінію, що складалась із загонів важко озброєних воїнів, які чергувались «клинами» лучників. Англійська армія, за традицією того часу, була розділена на три великих загони, чи баталії: авангард (Герцог Йоркський), основні сили та ар'єргард. Однак ця точка зору не є єдиною. Так, англійський історик Джим Бредбері дотримується абсолютно іншої думки: за його припущенням, лучники не входили до складу англійського центру, а розташовувались на флангах, хоча часто висувались уперед, щоб ефективно вести вогонь.
Воїни центру розташовувались у лінію з 4 чоловік глибиною і 250—300 солдат шириною. На флангах були поставлені англійські та валлійські лучники, що укріпили свої позиції рядами дерев'яних жердин, вритих у землю під гострим кутом до противника. Ця тактика, нова для англійців, можливо з'явилась під впливом успіхів османської армії під Нікополем, де османські лучники використовували дерев'яні жердини для оборони від бургундської кінноти. Шикування англійців було вдалим: вузький простір заважав діям французької кінноти, натомість глибокий бруд щойно зораного поля сильно ускладнювала маневреність.

## Битва

Битва під Азенкуром

### Початок бою
Англійці вишикувалися та приготувалися до атаки. Французи, ймовірно, не атакували одразу через зайву впевненість у перемозі та безладі в командній ланці. В очікуванні підкріплень французькі війська лишались бездіяльними. Три години після сходу сонця війська простояли на місці. Це дозволило англійцям передислокуватись до найвужчого місця поля, на відстані пострілу з лука. Незважаючи на оборонний характер своєї тактики, англійський король був змушений піти на цей ризикований крок через тривалу бездіяльність. Лучники для захисту від атаки французів вкопали в землю коли, за якими могли почувати себе у більшій безпеці. Якщо б французи атакували супротивника до того, як останній зміг би закріпити свої позиції, то ця атака могла б мати катастрофічні наслідки для англійців, що й було наочно продемонстровано у битві під Пате. Однак, імовірно, висування англійців залишились поза увагою французького командування. Тим часом англійські стрільці відкрили вогонь. За кілька хвилин три перших лицарські загони було дезорганізовано.

### Атака французької кінноти
Французька кавалерія, незважаючи на відсутність елементарного порядку та значний недобір у своїх лавах (за повідомленням французького хроніста, багато лицарів розбрелось місциною або ж годували своїх коней) тут же прийшла в рух, але успішній атаці завадили деякі фактори. По-перше, позначилась слабка дисципліна французьких лицарів. По-друге, особливості місцевості не дозволяли обійти англійців з флангу. По-третє, багнюка значно уповільнювала швидкість коней.
Під час шикування піхоти французи поставили арбалетників та лучників за військами ближнього бою, і французькі стрільці просто не могли побачити англійців, тож не могли і вплинути на перебіг битви. Вершники, що пройшли крізь град стріл до колів, губили коней й вилітали із сідел до ніг лучників, які добивали вершників. Французам вдалось домогтися певного успіху лише на одній ділянці, де коли випадали з підсохлої землі. Французи не витримали обстрілу англійських стрільців й почали відступати. При цьому лицарські загони зім'яли власну піхоту, що йшла в авангарді.

### Головна атака
Невдовзі після першої невдачі сам конетабль очолив атаку спішених французьких лицарів чисельністю близько 5000 вояків на англійські позиції. Розгромлена кіннота, змішавшися з піхотою, що наступала, спричинила цілковитий безлад у лавах останньої, однак лицарі, незважаючи ні на що, продовжили наступ, оскільки лицарська честь зобов'язувала їх битись із супротивником. Озброївшись спеціально вкороченими для пішої сутички лицарськими списами, воїни швидко втратили колишній запал через втому й фізичне виснаження. Під градом англійських стріл французи у важких обладунках змушені були подолати в'язкою багнюкою відстань у 300 ярдів, перш ніж стати до рукопашного бою. При цьому, зі скороченням відстані, зростала ефективність стрільби англійських лучників — втрати французького війська зростали у міру зближення з ворогом. Сягнувши ворожих позицій, французькі вояки стали до рукопашного бою з англійцями. Англійські лучники ж продовжували стрільбу зі своїх довгих луків, а коли всі стріли було витрачено — покидали луки і стали до рукопашного бою, що тривав близько трьох годин. Незважаючи на незначні втрати від ворожих стріл, лицарі були фізично виснажені пішим переходом, а тому з труднощами поводились зі своєю зброєю. Озброєні сокирами й мечами, легкі англійські лучники мали перевагу перед втомленими закованими у броню французькими лицарями. На допомогу лучникам прийшли англійські лицарі. Бій був неймовірно запеклим, жорстоким та англійці зазнали істотних втрат: так, у сутичці із супротивником загинув герцог Йоркський, його долю ледь не розділив і сам король.

### Заключна фаза бою
За якийсь час до бою стала друга лінія французьких військ, однак вузька смуга землі, на якій відбувалась битва, не дозволяла французам ефективно використовувати свою чисельну перевагу. Лицарі тисячами гинули на полі бою, багатьох було взято в полон англійцями. Після трьох годин бою французи зазнали тяжких втрат, загинуло багато командувачів обох ліній шикування. Сам англійський король Генріх V взяв участь у битві. З його шолому було зрубано кілька золотих вінців. Воїни третього загону, із жахом спостерігаючи загибель своїх військ у запеклій сутичці, залишались бездіяльними. Багато тих, хто був верхи, залишили свої позиції та втекли. Багато лицарів, б'ючись у першій та другій лініях, також зуміли врятуватись завдяки своїм слугам, які вчасно привели коней. У битві загинули або потрапили в полон усі командувачі французької армії. Англійці, незважаючи на відчутні для них втрати, бились стійко й здобули повну перемогу.

### Напад на англійський обоз та різанина полонених французів
Єдиним успіхом французів у битві був фланговий удар по англійській позиції загону місцевого сеньйора Ізембера д'Азенкура. Д'Азенкур у супроводі кількох воїнів і загону із 600 селян, ймовірно, атакував англійський табір на власний розсуд. Загін здійснив напад на англійський обоз, у якому, окрім усього іншого, знаходились особисті коштовності англійського короля, включаючи його корону. Атака, імовірно, мала місце наприкінці битви, причому її раптовість змусила англійців подумати про напад французьких військ у тил англійських позицій. 
Окрім цього, мало місце ще одна непередбачувана для англійців подія: кілька французьких лицарів з третього загону, зібравши 600 кінних воїнів, здійснили контратаку, яка, судячи з повідомлень Монстреле, завершилась так само катастрофічно, як і попередні. Ці події потягнули за собою знищення полонених французів. Англійський король, серйозно остерігаючись змін у ході битви, а також того, що величезна кількість полонених лицарів могли повернути зброю проти англійців, наказав перебити полонених своїм лицарям, але ті відмовились втрачати багатий викуп. Тому загону з 200 лучників під проводом одного зі сквайрів довелось узяти цей клопіт на себе.

## Наслідки
Попри те, що у військовому плані англійський король здобув упевнену перемогу, політичні наслідки битви були дуже складними. У близькому майбутньому перемога не призвела до негайного посилення експансії англійської корони в межах французької держави, бо невдовзі після перемоги Генріх V повернувся до Англії, де 23 листопада його з тріумфом зустріло населення Лондона. Тим не менше, його перемога закріпила легітимний характер Ланкастерської монархії та, як наслідок — «законний» характер подальших завоювань короля у Франції як «справедливої» боротьби за свої права та привілеї. 
Однак битва мала й інші наслідки. Одразу ж після битви рухнуло крихке перемир'я між домами Бургундців та Арманьяків. Останні зазнали важких втрат у битві, чим негайно скористались бургундці, які зібрали війська й вирушили на Париж. Відсутність єдності в країні дала змогу англійському королю ретельно підготуватись до нової кампанії проти Франції. Почавшись у 1417 році, вона протікала значно легше для англійців через величезний збиток, завданий битвою всім військовим та цивільним структурам Нормандії. Після кількох років воєнних дій англійський король зумів домогтись усіх цілей: за умовами угоди в Труа 1420 року його було визнано регентом і спадкоємцем французького престолу. Це було закріплено шлюбом Генріха V з дочкою французького короля Карла VI Катериною Валуа.

## У мистецтві
- Битва під Азенкуром згадується в п'єсі Вільяма Шекспіра «Генріх V».
- Битва під Азенкуром є центральною подією розповіді книги англійського письменника Бернарда Корнуелла «Азенкур» (англ. Agincourt)[9].
- Фігурує в романі Дена Сіммонса Гіперіон в історії полковника Федмана Кассада. Використовується як тренування майбутніх офіцерів ВКС.
- У телесеріалі «Тюдори» король Генріх VIII неодноразово згадує битву під Азенкуром, мріючи повторити успіх Генріха V.
- Битву також описано в трилогії Жана-Франсуа Намьяса «Дитя усіх святих».
- Дама з покритою головою. Femme couverte (роман, 2018) Анастасії Байдаченко.

### У відеоіграх
- Killing Floor 2 — один з персонажів гри, Том Баннер, палкий шанувальник середньовічної історії, після влучання в голову ворога може вигукнути «Я наче лучник під Азенкуром!».